# Список творческих работ Олега Даля
Список творческих работ Олега Даля — список ролей, сыгранных актёром Олегом Далем в театре «Современник» и на других сценических площадках страны (Театр на Малой Бронной, Ленинградский театр имени Ленинского комсомола, Малый театр), в кино и на телевидении. В список включена информация об участии артиста в документальных съёмках, записях радиоспектаклей, а также его работе по озвучиванию персонажей в художественных, телевизионных и мультипликационных лентах.

## О творческом наследии
Творческое наследие Даля включает также его стихи, дневниковые заметки, письма, наброски сценариев и пьес, магнитофонные записи с голосом актёра. Однако архив артиста после смерти его жены Елизаветы Апраксиной оказался разрозненным (часть документов хранится в РГАЛИ и Театральном музее имени А. А. Бахрушина, часть — в личных коллекциях, к которым исследователи не имеют доступа). По словам биографа Даля Александра Иванова, возможность систематизировать рукописи и магнитофонные оригиналы в настоящее время отсутствует. Некоторые записи репетиций спектаклей и чтения стихов, записи выступлений на творческих вечерах и другие материалы после смерти Даля издавались фирмой «Мелодия» и другими звукозаписывающими компаниями. Среди них — моноспектакль по стихотворениям М. Ю. Лермонтова «Наедине с тобою, брат…» и его фрагменты (с домашних записей), чтение рассказа Виктора Конецкого «К вопросу о психологической несовместимости», рассказ Даля «Импровизация в миноре» и др. В 1988 году фирма «Мелодия» выпустила пластинку под названием «Поёт Олег Даль», в которую вошли шестнадцать вокальных номеров из девяти экранных работ актёра. Эта часть творческого наследия Даля не включена в данный список.

## Театр
Первого июля 1963 года решением государственной экзаменационной комиссии выпускнику Щепкинского училища Олегу Далю была присвоена квалификация «актёр драматического театра и кино». Тремя днями ранее, 29 июня, дирекция «Современника» обнародовала постановление общего собрания труппы, в котором указывалось, что Даль принят в штат театра-студии. Официально Даль был зачислен на работу 20 августа 1963 года, однако на протяжении нескольких сезонов серьёзных ролей ему не предлагали. Поначалу Даль был в основном занят в эпизодах или же вводился в спектакли во втором и третьем составах. В «Современнике», где Даль с перерывами работал до 1976 года, актёр участвовал в таких спектаклях, как «На дне» (Васька Пепел), «Вкус черешни» (Мужчина), «Двенадцатая ночь» (Эндрю Эгьюйчик) и др. В 1970-х годах актёр создал ряд сценических образов в Ленинградском театре имени Ленинского комсомола, Театре на Малой Бронной, начал репетиции в Малом театре. За неделю до смерти, в ночь на 26 февраля 1981 года, Даль написал в дневнике несколько страниц воспоминаний, в которых подвёл своеобразный итог «двадцати годам своего лицедейства на сцене»:

Двенадцать полноценных и полнокровных работ. Да, там были и Пепел, и Эгьюйчик, и главная роль в мюзикле «Вкус черешни», и мой пожизненный позор — Беляев. И даже ненормальный (во всех отношениях) Двойников из Ленинграда. Остальные — уже порядком ниже. Ну, и совсем возле плинтуса копошатся, никак не умирая, мои срочные вводы. Каковые я не считал и не считаю предметом для актёрского труда.— Олег Даль
| Год  | Спектакль | Роль                           | Комментарии | Прим.         |
| ---- | --- | ------------------------------ | --- | ------------- |
| 1961 | «Макбет» Уильяма Шекспира. ГАМТ СССР. Постановка Константина Зубова и Евгения Велихова. Режиссёр-ассистент: Леонид Заславский. Премьера 3 февраля 1956 года. | 1-й слуга в замке Макбета      | Срочный ввод на роль 1-го слуги в замке Макбета 5 и 19 апреля 1961 года. | [ 10 ]        |
| 1963 | «Продолжение легенды» Анатолия Кузнецова. Театр «Современник». Режиссёры Олег Ефремов и Маргарита Микаэлян. Премьера 1 ноября 1958 года.                     | Первый шофёр                   | Ввод на роль Первого шофёра с августа 1963 года. | [ 11 ]        |
| 1963 | «Два цвета» Авенира Зака и Исая Кузнецова. Театр «Современник». Режиссёры Олег Ефремов и Виктор Сергачев. Премьера 9 февраля 1959 года.                      | Маленький, Большой             | Ввод на роль Маленького с сентября 1963 года, ввод на роль Большого с февраля 1964 года. С 1 июля по 5 августа 1964 года спектакль участвовал в гастролях театра в Саратове. | [ 12 ]        |
| 1963 | «Пятая колонна» Эрнеста Хемингуэя. Театр «Современник». Режиссёр Григорий Лордкипанидзе. Премьера 10 мая 1962 года.                                          | Штурмгвардеец, Интербригадовец | Срочный ввод на роль Штурмгвардейца с сентября 1963 года, срочный ввод на роль Интербригадовца с апреля 1964 года. | [ 11 ]        |
| 1963 | «Белоснежка и семь гномов» Льва Устинова и Олега Табакова. Театр «Современник». Режиссёр Олег Табаков. Премьера 4 января 1962 года.                          | гном Четверг                   | Ввод на роль гнома Четверга с сентября 1963 года, в этот же период срочный ввод на роль гнома Пятницы. С 1 июля по 5 августа 1964 года спектакль участвовал в гастролях театра в Саратове. Гном Среда и гном Вторник (срочный ввод с марта 1969 года).                                                                                         | [ 13 ] [ 14 ] |
| 1963 | «Голый король» Евгения Шварца. Театр «Современник». Режиссёр Маргарита Микаэлян. Премьера 4 марта 1960 года.                                                 | Генрих                         | Ввод в спектакль с сентября 1963 года. С 1 июля по 5 августа 1964 года спектакль участвовал в гастролях театра в Саратове, 2—21 июля 1968 года в Вильнюсе и Каунасе. | [ 13 ] [ 4 ]  |
| 1963 | «Вечно живые» Виктора Розова. Театр «Современник». Режиссёр Олег Ефремов. Премьера 15 апреля 1956 года.                                                      | Миша                           | Ввод в спектакль в роли Миши с ноября 1963 года, в ноябре 1964 года срочный ввод на роль Владимира. | [ 13 ] [ 15 ] |
| 1964 | «Третье желание» В. Блажека. Театр «Современник». Режиссёр Евгений Евстигнеев. Премьера 18 марта 1961 года.                                                  | Гурдалек, Эрлебах              | Срочный ввод в спектакль на роль Гурдалека с января 1964 года, в апреле 1964 года ввод на роль Эрлебаха. С 1 июля по 5 августа 1964 года спектакль участвовал в гастролях театра в Саратове. Срочный ввод на роль Конферансье телевидения с января 1968 года.                                                                                  | [ 4 ]         |
| 1964 | «Старшая сестра» Александра Володина. Театр «Современник». Режиссёр Борис Львов-Анохин. Премьера 25 июня 1962 года.                                          | Кирилл                         | Срочный ввод с мая 1964 года. С 1 июля по 5 августа 1964 года спектакль участвовал в гастролях театра в Саратове, со 2 по 21 июля 1968 года — в Вильнюсе и Каунасе; 20 мая — 23 июня 1970 года — в Ташкенте и Алма-Ате. | [ 13 ] [ 16 ] |
| 1964 | «В день свадьбы» Виктора Розова. Театр «Современник». Режиссёры Олег Ефремов и Галина Волчек. Премьера 14 мая 1964 года.                                     | Женя                           | С 1 июля по 5 августа 1964 года спектакль участвовал в гастролях театра в Саратове. | [ 17 ]        |
| 1964 | «Сирано де Бержерак» Эдмона Ростана. Театр «Современник». Режиссёры Олег Ефремов и Игорь Кваша. Премьера 29 октября 1964 года.                               | Маркиз де Брисайль, Гвардеец   | | [ 13 ] [ 18 ] |
| 1965 | «Всегда в продаже» Василия Аксенова. Театр «Современник». Режиссёр Олег Ефремов. Премьера 2 июня 1965 года.                                                  | Игорь                          | С 22 ноября по 2 декабря 1967 года гастроли в Польской народной республике в городах Катовице, Кракове, Варшаве. | [ 13 ] [ 19 ] |
| 1966 | «Обыкновенная история» по Ивану Гончарову. Театр «Современник». Режиссёр Галина Волчек. Премьера 10 февраля 1966 года.                                       | Поспелов                       | Ввод на роль Поспелова с октября 1967 года. 22 ноября — 2 декабря 1967 года гастроли в Польской народной республике в городах Катовице, Кракове, Варшаве. Со 2 по 26 июня 1968 года гастроли в Ленинграде на сцене Дворца культуры им. Первой пятилетки, 20 мая — 23 июня 1970 года в Ташкенте и Алма-Ате, 28 июня — 25 июля 1973 года в Риге. | [ 13 ] [ 19 ] |
| 1967 | «Народовольцы» Александра Свободина. Театр «Современник». Режиссёр Евгений Шифферс. Премьера 26 сентября 1967 года.                                          | Добржинский, Гольденберг       | Ввод на роль следователя Добржинского с ноября 1967 года, срочный ввод на роль Гольденберга с мая 1968 года. Со 2 по 26 июня 1968 года гастроли в Ленинграде на сцене Дворца культуры им. Первой пятилетки, 2 — 21 июля 1968 года — в Вильнюсе и Каунасе.                                                                                      | [ 13 ] [ 20 ] |
| 1967 | «Декабристы» Леонида Зорина. Театр «Современник». Постановка Олега Ефремова. Режиссёр-ассистент Владимир Салюк. Премьера 17 августа 1967 года.               | Блудов Дмитрий Николаевич      | Ввод на эпизодическую роль с декабря 1967 года. Со 2 по 26 июня 1968 года гастроли в Ленинграде, 2 — 21 июля 1968 года в Вильнюсе и Каунасе. Ввод на роль Каховского Петра Григорьевича с октября 1968 года, Рылеева Кондратия Фёдоровича срочно с октября 1968 года, барона, флигель-адъютанта Адлерберга срочно с октября 1969 года.         | [ 13 ] [ 21 ] |
| 1968 | «На дне» Максима Горького. Театр «Современник». Режиссёр Галина Волчек. Премьера 3 ноября 1968 года.                                                         | Васька Пепел                   | С 28 июня по 25 июля 1973 года гастроли в Риге на сцене Государственного академического театра драмы Латвийской ССР им. А. Упита и Государственного Рижского театра русской драмы. | [ 13 ] [ 22 ] |
| 1969 | «Принцесса и дровосек» Маргариты Микаэлян и Галины Волчек. Театр «Современник». Режиссёры Галина Волчек и Олег Даль. Премьера 29 июня 1969 года.             | Магиаш                         | Срочный ввод на премьеру с июня 1969 года. | [ 13 ] [ 23 ] |
| 1969 | «Вкус черешни» Агнешки Осецкой. Театр «Современник». Режиссёр Екатерина Еланская. Премьера 20 декабря 1969 года.                                             | Мужчина                        | Срочный ввод на премьеру с декабря 1969 года. Гастроли 20 мая — 23 июня 1970 года в Ташкенте и Алма-Ате, 28 июня — 25 июля 1973 года в Риге. | [ 13 ] [ 23 ] |
| 1972 | «Выбор» Алексея Арбузова. Ленинградский театр имени Ленинского комсомола. Режиссёры Роза Сирота и Олег Даль. Премьера 27 апреля 1972 года.                   | Двойников Николай Андреевич    | С 1 по 31 июля 1972 года гастроли в городе Горьком на сцене Академического театра драмы им. М. Горького. | [ 13 ] [ 24 ] |
| 1973 | «Валентин и Валентина» Михаила Рощина. Театр «Современник». Режиссёр Валерий Фокин. Премьера 29 ноября 1971 года.                                            | Гусев                          | Ввод на роль с июня 1973 года. 28 июня — 25 июля 1973 года гостроли в Риге. | [ 13 ] [ 25 ] |
| 1973 | «Погода на завтра» Михаила Шатрова. Театр «Современник». Постановка Галины Волчек, Иосифа Райхельгауза и Валерия Фокина. Премьера 24 ноября 1973 года.       | Русаков, рабочий автозавода    | 16—17 февраля 1974 года гастроли в Тольятти на сцене Дома культуры им. 50-летия Октября. | [ 25 ]        |
| 1973 | «С любимыми не расставайтесь» Александра Володина. Театр «Современник». Режиссёр Валерий Фокин. Премьера 30 сентября 1972 года.                              | Свидетель                      | Срочный ввод на роль с марта 1974 года. | [ 25 ]        |
| 1974 | «Провинциальные анекдоты» Александра Вампилова. Театр «Современник». Режиссёр Валерий Фокин. Премьера 12 апреля 1974 года.                                   | Камаев                         | С 10 по 19 мая 1975 года гастроли в Ленинграде на сцене Дворца культуры им. Первой пятилетки. | [ 13 ] [ 25 ] |
| 1974 | «Балалайкин и К°» по Михаилу Салтыкову-Щедрину. Театр «Современник». Режиссёр Георгий Товстоногов. Премьера 10 октября 1973 года.                            | Балалайкин                     | Ввод на роль адвоката Балалайкина с мая 1974 года. С 10 по 19 мая 1975 года гастроли в Ленинграде. | [ 13 ] [ 26 ] |
| 1974 | «Из записок Лопатина» Константина Симонова. Театр «Современник». Режиссёр Иосиф Райхельгауз. Премьера 26 декабря 1974 года.                                  | Гурский                        | | [ 26 ]        |
| 1975 | «Вечно живые» Виктора Розова. Театр «Современник». Постановка Олега Ефремова. Режиссёр Галина Волчек. Премьера 28 марта 1975 года.                           | Борис Бороздин                 | С 10 по 19 мая 1975 года гастроли в Ленинграде, 19 — 27 июля того же года в Оренбурге. | [ 13 ] [ 26 ] |
| 1975 | «Двенадцатая ночь» Уильяма Шекспира. Театр «Современник». Режиссёр Питер Джеймс. Премьера 3 мая 1975 года.                                                   | Эндрю Эгьюйчик                 | 12 июля 1980 года срочный ввод на роль Эндрю Эгьюйчика (на замену Константина Райкина по просьбе дирекции и репертуарной конторы театра). Последний выход на сцену театра «Современник». | [ 13 ] [ 27 ] |
| 1977 | «Месяц в деревне» Ивана Тургенева. Театр на Малой Бронной. Постановка Анатолия Эфроса. Премьера 21 апреля 1977 года.                                         | Алексей Николаевич Беляев      | Гастроли в Ленинграде 7 — 18 декабря 1977 года, 21 — 26 августа 1978 года в Великобритании (в рамках «Русской театральной недели» 32-го Эдинбургского Международного фестиваля) на сцене «Royal Lyceum Theatre». | [ 13 ] [ 28 ] |
| 1978 | «Веранда в лесу» Игнатия Дворецкого. Театр на Малой Бронной. Режиссёр Анатолий Эфрос. Премьера 19 марта 1978 года.                                           | Следователь Челознов           | | [ 13 ] [ 29 ] |
| 1980 | «Берег» Юрия Бондарева. Малый театр. Постановка Владимира Андреева. Режиссёр А. Юнников. Премьера 24 ноября 1978 года.                                       | Алекс                          | Срочный ввод на роль Алекса (хозяина кабачка «Весёлая сова») 31 декабря 1980 года. Последний в жизни выход на театральную сцену. | [ 13 ] [ 30 ] |

## Кинематограф, телевидение, радио
Даль пришёл в кинематограф в годы оттепели, и эта эпоха наложила отпечаток на его роли 1960-х годов. Герои Даля, появившиеся в ту пору на экране, выглядели романтиками-максималистами, искренними и наивными мечтателями, людьми, стремящимися в любых обстоятельствах сохранить право оставаться собой. Среди них — «непризнанный гений» Алик Крамер («Мой младший брат»), фантазёр Женя Колышкин («Женя, Женечка и «катюша»»), печальный Кукольник и неунывающий Солдат («Старая, старая сказка»), ироничный Евгений Соболевский («Хроника пикирующего бомбардировщика»). В числе «упущенных возможностей» актёра — несостоявшаяся работа в фильме Сергея Бондарчука «Война и мир»: Олег участвовал в пробах на роль Пети Ростова, однако не был утверждён.
В 1970-х годах в фильмографии Даля появились новые персонажи, резко отличающиеся от романтиков и максималистов эпохи оттепели. По словам кинокритика Юлии Белозубкиной, актёр не просто повзрослел вместе со своими героями, но и передал им свой внутренний надлом. Галерею далевских героев 1970-х годов открыл «изломанный людской глухотой» Шут в картине Григория Козинцева «Король Лир». В фильме-притче «Тень» по пьесе Шварца актёр сыграл сразу две роли: Учёного Христиана-Теодора и разъедающую его душу Тень. Затем в кинобиографии Даля появились персонажи-«подонки» (инженер Виктор Зилов из «Отпуска в сентябре» и врач Сергей из ленты «В четверг и больше никогда»), которые безжалостно ломают и свои, и чужие судьбы. Особняком стоит в этом ряду Лаевский («Плохой хороший человек»), в котором совместились цинизм и склонность к рефлексии. Последний в жизни Даля фильм «Незваный друг» имеет оптимистичный финал, однако образ Виктора Свиридова, созданный Олегом, мало соотносится со счастливой развязкой: его хрупкий герой «тотально несовместим с жизнью».
Обозначения в таблице:

 «ф» — фильм
 «кор» — короткометражный фильм
 «тф» — телефильм, телепередача, фильм-концерт
 «тс» — телеспектакль, фильм-спектакль
 «док» — документальный фильм, учебный фильм

### Кинематограф
| Год  |     | Название                            | Примечание |
| ---- | --- | ----------------------------------- | --- |
| 1962 | ф   | Мой младший брат                    | Режиссёр Александр Зархи; «Мосфильм», ч/б. По мотивам романа Василия Аксенова «Звёздный билет». Роль Алика Крамера.                                                                    |
| 1963 | ф   | Человек, который сомневается        | Режиссёры Леонид Агранович и В. Семаков; «Мосфильм», ч/б. Роль Бориса Дуленко. |
| 1963 | ф   | Первый троллейбус                   | Режиссёр Исидор Анненский; Одесская киностудия, киностудия имени М. Горького, ч/б. Роль Семёна.                                                                                        |
| 1965 | ф   | От семи до двенадцати               | Режиссёры Екатерина Неродицкая и Юрий Фридман; «Мосфильм», киноальманах из трёх новелл. Роль Шурика в новелле «Чёрный котёнок».                                                        |
| 1965 | ф   | Строится мост                       | Режиссёры Гавриил Егиазаров и Олег Ефремов; «Мосфильм», ч/б. По мотивам одноимённого очерка Наума Мельникова. Роль Юлиана.                                                             |
| 1967 | ф   | Женя, Женечка и «катюша»            | Режиссёр Владимир Мотыль; «Ленфильм». Роль Жени Колышкина. |
| 1967 | ф   | Хроника пикирующего бомбардировщика | Режиссёр Наум Бирман; «Ленфильм». Роль Жени Соболевского. |
| 1968 | ф   | Солдат и царица                     | Режиссёр Виктор Титов; ВГИК. Роль Солдата. |
| 1968 | ф   | Старая, старая сказка               | Режиссёр Надежда Кошеверова; «Ленфильм». Роли Кукольника и Солдата. |
| 1970 | ф   | Король Лир                          | Режиссёр Григорий Козинцев; «Ленфильм», 2 серии. По одноимённой трагедии Уильяма Шекспира. Роль Шута.                                                                                  |
| 1971 | ф   | Тень                                | Режиссёр Надежда Кошеверова; «Ленфильм», 2 серии. По мотивам пьесы Евгения Шварца, написанной на основе одноимённой сказки Андерсена. Роли Учёного и Тени.                             |
| 1972 | ф   | Земля Санникова                     | Режиссёры Альберт Мкртчян и Леонид Попов; «Мосфильм». По мотивам одноимённого романа Владимира Обручева. Роль Евгения Крестовского.                                                    |
| 1973 | ф   | Плохой хороший человек              | Режиссёр Иосиф Хейфиц; «Ленфильм». По повести Антона Чехова «Дуэль». Роль Ивана Лаевского.                                                                                             |
| 1974 | кор | Киноальманах «Горизонт», выпуск № 5 | Режиссёр К. Ровнин; «Центрнаучфильм». Новелла «Чацкий — это я!». Роль Александра Чацкого.                                                                                              |
| 1975 | ф   | Звезда пленительного счастья        | Режиссёр Владимир Мотыль; «Ленфильм», 2 серии. Роль офицера караула Петропавловской крепости.                                                                                          |
| 1975 | ф   | Горожане                            | Режиссёр Владимир Роговой; Киностудия имени М. Горького. Роль водителя-полярника — Приезжего — Парня с Севера.                                                                         |
| 1975 | ф   | Не может быть!                      | Режиссёр Леонид Гайдай; «Мосфильм». По рассказам Михаила Зощенко. Новелла «Забавное приключение». Роль Анатолия Барыгина-Амурского.                                                    |
| 1977 | ф   | Как Иванушка-дурачок за чудом ходил | Режиссёр Надежда Кошеверова; «Ленфильм». По мотивам русских народных сказок. Роль Иванушки-дурачка.                                                                                    |
| 1977 | ф   | В четверг и больше никогда          | Режиссёр Анатолий Эфрос; «Мосфильм». По мотивам повести Андрея Битова «Заповедник». Роль Сергея Андреевича.                                                                            |
| 1978 | ф   | Расписание на послезавтра           | Режиссёр Игорь Добролюбов; «Беларусьфильм». Роль Андрея Андреевича. |
| 1979 | ф   | «Отпуск в сентябре»                 | Художественный фильм по мотивам пьесы Александра Вампилова «Утиная охота». Режиссёр Виталий Мельников; «Ленфильм», по заказу Гостелерадио СССР, 2 серии, цветной. Роль Виктора Зилова. |
| 1980 | ф   | Мы смерти смотрели в лицо           | Режиссёр Наум Бирман; «Ленфильм». По мотивам повести Юрия Яковлева «Балерина политотдела». Роль Бориса Владимировича Корбута.                                                          |
| 1980 | ф   | Незваный друг                       | Режиссёр Леонид Марягин; «Мосфильм». Роль Виктора Свиридова. |

### Актёрские работы на телевидении
| Год  |     | Название                                                                            | Примечание |
| ---- | --- | ----------------------------------------------------------------------------------- | --- |
| 1958 | тф  | «40-летию ВЛКСМ. Комсомольская трудовая концертная бригада»                         | Телепередача. Режиссёр не установлен; ЦТ, ч/б. Запевала хора ЦДДЖ. |
| 1969 | тф  | «Наш Пушкин»                                                                        | Телепередача. Режиссёр Олег Ефремов; ЦТ, ч/б. Исполнитель пяти стихотворений А. С. Пушкина. |
| 1969 | тсп | «Ждите моего звонка»                                                                | Телеспектакль по одноимённой повести Николая Леонова. Режиссёр Ян Эбнер; ЦТ (главная редакция литературно-драматических программ), 4 серии, цветной. Роль поручика Гремина.                                                                 |
| 1969 | тсп | «Удар рога»                                                                         | Телеспектакль по драме Альфонсо Састре «Гибель тореро». Режиссёр Михаил Козаков; ЦТ (главная редакция литературно-драматических программ), цветной. Роль Хосе Альбы.                                                                        |
| 1970 | тф  | «Эти три берёзы»                                                                    | Телепередача. Режиссёр не установлен; ЦТ (главная редакция литературно-драматических программ), цветной. Исполнитель патриотической лирики белорусских поэтов.                                                                              |
| 1971 | тсп | «Два веронца»                                                                       | Телеспектакль по мотивам одноимённой пьесы Уильяма Шекспира. Режиссёр Владимир Геллер; ПО «Лентелефильм», ЛенСтТВ, Литературно-драматическая редакция, ч/б. Роль режиссёра ТВ и Валентино.                                                  |
| 1972 | тсп | «Иван — третий сын»                                                                 | Телеспектакль. Режиссёр Александр Белинский; ЛенСтТВ, Литературно-драматическая редакция, цветной. Роль Гаврилы. |
| 1973 | тсп | «Три богатыря»                                                                      | Телеспектакль по одноименному рассказу Иосифа Хейфица. Режиссёр Евгений Мезенцев; ЛенСтТВ, Литературно-драматическая редакция, ч/б. Роли Гришы, старого конюха, опытного конюха, молодого конюха.                                           |
| 1973 | кор | «Пожар во флигеле»                                                                  | Телевизионный художественный короткометражный фильм по мотивам рассказов Виктора Драгунского. Режиссёр Евгений Татарский; «Ленфильм», по заказу Гостелерадио СССР, цветной. Роль холостяка (директора школы).                               |
| 1974 | тф  | «Сказки Салтыкова-Щедрина»                                                          | Телепередача. Режиссёр Анатолий Адоскин; ЦТ (главная редакция научно-популярных и учебных программ), цветная. Роль Пороков в сказке «Добродетели и пороки».                                                                                 |
| 1974 | тсп | «Домби и сын»                                                                       | Телеспектакль по одноименному роману Чарльза Диккенса. Режиссёры Галина Волчек и Валерий Фокин; ЦТ (главная редакция литературно-драматических программ), 3 серии, цветной. Роль мистера Джеймса Каркера.                                   |
| 1975 | тф  | «Два приезда в Михаловское»                                                         | Телепередача из цикла «Ваше мнение». Режиссёр Н. Шевченко; ЦТ (студия музыкальных программ), цветной. Исполнитель двух стихотворений А. С. Пушкина.                                                                                         |
| 1975 | тсп | «Ночь ошибок»                                                                       | Телеспектакль по одноимённой комедии Оливера Голдсмита. Режиссёр Михаил Козаков; ЦТ (главная редакция литературно-драматических программ), 2 серии, цветной. Роль сэра Чарльза Марлоу.                                                      |
| 1975 | тсп | «Страницы журнала Печорина»                                                         | Телеспектакль по второй части «Журнала Печорина» в романе Михаила Лермонтова «Герой нашего времени». Режиссёр Анатолий Эфрос; ЦТ (главная редакция литературно-драматических программ), цветной. Роль Григория Печорина.                    |
| 1975 | тф  | «Военные сороковые»                                                                 | Фильм-концерт (третий из цикла «Антология советской песни»). Режиссёр Алексей Симонов; ТО «Экран», ЦТ (студия музыкальных программ), цветной. Исполнитель песни «Дороги» (музыка Анатолия Новикова на стихи Льва Ошанина).                  |
| 1975 | тф  | «Вариант «Омега»»                                                                   | Телефильм по роману Николая Леонова и Юрия Кострова «Операция „Викинг“». Режиссёр Антонис-Янис Воязос; ТО «Экран», ЦТ, 5 серий, ч/б. Роль Сергея Скорина (он же — Пауль Кригер).                                                            |
| 1976 | тф  | «Музыкальный киоск»                                                                 | Телепередача. Режиссёр не установлен; ТО «Экран», ЦТ (студия музыкальных программ), цветная. Исполнитель песни «Где он, этот день?» (музыка Богдана Троцюка на стихи Роберта Рождественского из телефильма «Вариант «Омега»).               |
| 1976 | тсп | «Вечно живые»                                                                       | Фильм-спектакль по одноимённой пьесе Виктора Розова в постановке Олега Ефремова для театра «Современник». Режиссёры Галина Волчек и Майя Маркова; ЦТ (главная редакция литературно-драматических программ), цветной. Роль Бориса Бороздина. |
| 1976 | тф  | «Обыкновенная Арктика»                                                              | Телевизионный фильм по мотивам одноимённой книги рассказов Бориса Горбатова. Режиссёр Алексей Симонов; «Ленфильм», по заказу Гостелерадио СССР, 2 серии, цветной. Роль Антона Семёновича.                                                   |
| 1977 | тф  | «Трубка коммунара»                                                                  | Телепередача. Режиссёр Александр Радченко; ЦТ (главная редакция литературно-драматических программ), цветная. Исполнитель новеллы Ильи Эренбурга.                                                                                           |
| 1977 | тф  | «Эти невероятные музыканты»                                                         | Телепередача. Режиссёр Юрий Сааков; ТО «Экран», ЦТ (студия музыкальных программ), цветная. Трубач в сводном оркестре «Все звезды фильмов Леонида Гайдая».                                                                                   |
| 1977 | тф  | «Сказки Андерсена»                                                                  | Телепередача. Режиссёр не установлен; ЦТ, (главная редакция научно-популярных и учебных программ), цветная. Исполнитель трёх сказок Х. К. Андерсена.                                                                                        |
| 1977 | тф  | «Личное счастье»                                                                    | Телефильм. Режиссёр Леонид Пчёлкин; ТО «Экран», ЦТ, 5 серий, цветной. Роль Канавина. |
| 1977 | тф  | «Русская речь»                                                                      | Телепередача. Режиссёр не установлен; ЦТ (главная редакция научно-популярных и учебных программ), цветная. Исполнитель рассказа Михаила Зощенко «Кочерга».                                                                                  |
| 1978 | тф  | «Золотая мина»                                                                      | Телевизионный художественный фильм. Режиссёр Евгений Татарский; «Ленфильм», по заказу Гостелерадио СССР, 2 серии, цветной. Роль Николая Косова, он-же Борис Брунов.                                                                         |
| 1978 | тсп | «Острова в океане»                                                                  | Телеспектакль по одноименному роману Эрнеста Хемингуэя. Режиссёр Анатолий Эфрос; ЦТ (главная редакция литературно-драматических программ), 2 серии, цветной. Роль человека с известием.                                                     |
| 1979 | тф  | «…На стихи А. С. Пушкина»                                                           | Фильм-концерт. Режиссёр В. Трофимов; ТО «Экран», ЦТ, цветной. Исполнитель девяти стихотворений и двух романсов на стихи поэта. |
| 1979 | тф  | «Приключения принца Флоризеля» «Клуб самоубийц, или Приключения титулованной особы» | Телевизионный художественный фильм по мотивам циклов рассказов Р. Л. Стивенсона «Клуб самоубийц» и «Алмаз раджи». Режиссёр Евгений Татарский; «Ленфильм», по заказу Гостелерадио СССР, 3 серии, цветной. Роль принца Флоризеля.             |
| 1979 | тф  | «Драматургия и театр. А. П. Чехов. „Чайка“»                                         | Телепередача. Режиссёр Г. Кругляк; ЦТ (главная редакция научно-популярных и учебных программ), цветная. Роль ведущего и Треплева. |
| 1980 | тф  | «Поэзия. М. Лермонтов»                                                              | Телепередача. Режиссёр Ионас Мисявичус; ЦТ (главная редакция литературно-драматических программ), цветная. Исполнитель восьми стихотворений поэта.                                                                                          |

### Телевизионные и документальные съёмки
| Год  |     | Название                                                    | Примечание |
| ---- | --- | ----------------------------------------------------------- | --- |
| 1962 | док | «Уроки фектования»                                          | Учебный фильм. Режиссёр А. Пулавский; Кинофотолаборатория училища им. М. С. Щепкина при Государственном академическом Малом театре Союза ССР, ч/б. Олег Даль демонстрировал фехтовальные приёмы на шпагах. Не была выпущена в показ из-за «технического брака». Позже была переснята и демонстрировалась с другим актёром. |
| 1970 | док | «Театр „Современник“»                                       | Телевизионный документальный фильм. Режиссёр А. Свободин; ЦТ (главная редакция литературно-драматических программ), ч/б. Фрагменты работы над спектаклем театра «Современник» «Принцесса и дровосек». |
| 1970 | док | «Глазами друга»                                             | Документальный фильм. Режиссёры Леонид Махнач и Людвик Перский; ЦСДФ (Москва) — СДФ (Варшава), ч/б. Фрагмент спектакля театра «Современник» «Вкус черешни». |
| 1970 | док | «Вкус черешни»                                              | Документальный кинофильм. Режиссёр М. Киратковский; Студия документальных фильмов, Варшава, ч/б. Фрагменты репетиций и премьеры спектакля «Вкус черешни» с комментариями на польском языке. |
| 1970 | док | «Один час с Козинцевым, или Семь мнений об одном режиссере» | Документальный фильм. Режиссёр Александр Стефанович; ТО «Телефильм» — Ленинградская студия телевидения, ч/б. Фрагменты высказывания Олега Даля о Григории Козинцеве, рабочие моменты репетиций и съемки сцен фильма «Король Лир».                                                                                          |
| 1974 | тф  | «У театральной афиши»                                       | Телепередача. Режиссёр В. Чириков; ЦТ (главная редакция литературно-драматических программ), ч/б. Олег Даль в числе актёров театра «Современник». |
| 1975 | тф  | «У театральной афиши»                                       | Телепередача. Режиссёр А. Покровский; ЦТ (главная редакция литературно-драматических программ), ч/б. Олег Даль в сценах спектакля «Двенадцатая ночь», интервью режиссёра П. Джейса о роли Эндрю Эгьюйчика. |
| 1975 | тф  | «У театральной афиши»                                       | Телепередача. Режиссёр не установлен; ЦТ (главная редакция литературно-драматических программ), ч/б. Общее собрание труппы театра «Современник» 26 сентября 1975 года. |

### Радио
| Год  | Название                                 | Комментарии |
| ---- | ---------------------------------------- | --- |
| 1973 | «Пока не поздно» Виктора Штанько.        | Радиоспектакль. Режиссёр Маргарита Микаэлян. Главная редакция литературно-драматических программ радиовещания. Роль Павла. |
| 1976 | «Каменотёс из Флоренции» Зои Чернышёвой. | Радиоспектакль. Режиссёр Михаил Козаков. Детская редакция Всесоюзного радиовещания. Роль Микеланджело Буонарроти.          |

### Озвучивание
| Год  | Название                                       | Комментарии |
| ---- | ---------------------------------------------- | --- |
| 1962 | «Деловые люди»                                 | Художественный фильм. Режиссёр Леонид Гайдай. «Мосфильм», ч/б. Озвучил роль Акулы Додсона (играет Владлен Паулус).                                                                                        |
| 1970 | «Дорога на Рюбецаль»                           | Художественный фильм. Режиссёр Адольф Бергункер. «Ленфильм», ч/б. Озвучил роль Бельченко (играет Валентин Смирнитский).                                                                                   |
| 1973 | «Дверь без замка»                              | Художественный фильм. Режиссёр Адольф Бергункер. «Ленфильм», ч/б. Озвучил роль стройотрядовца (играет Алексей Минин).                                                                                     |
| 1975 | «Альтернатива»                                 | Научно-популярный фильм. Режиссёр Б. Загряжский. «Центрнаучфильм», цветной. Текст от автора. |
| 1978 | «Короли и капуста»                             | Телевизионный художественный фильм по мотивам одноимённого произведения О. Генри. Режиссёр Николай Рашеев. Киностудия имени А. Довженко по заказу Гостелерадио СССР, 2 серии, цветной. Озвучил роль Пола. |
| 1978 | «Как тоску одолели»                            | Мультипликационный фильм. Режиссёр Юрий Трофимов. ТО «Экран», ЦТ, цветной. Озвучил роль Мастера. |
| 1978 | «Расмус-бродяга»                               | Телевизионный художественный фильм по одноимённой повести Астрид Линдгрен. Режиссёр Мария Муат. ТО «Экран», ЦТ, 2 серии, цветной. Озвучил роль Оскара (играет Альберт Филозов).                           |
| 1980 | «Приключения Шерлока Холмса и доктора Ватсона» | Телевизионный многосерийный художественный фильм. Режиссёр Игорь Масленников. «Ленфильм», по заказу Гостелерадио СССР, цветной. Озвучил роль профессора Мориарти (играет Виктор Евграфов).                |